# Distoleon
Distoleon (лат.) — род сетчатокрылых насекомых из семейства муравьиных львов (Myrmeleontidae). В состав рода по различным классификациям относят до 100 видов, из которых 1 представлен в фауне России.

## Описание
Муравьиные львы среднего и крупного размера. Голова сильно поперечная, вместе с глазами несколько шире среднегруди. Крылья узкие, ланцетовидные. На задних крыльях располагается одна (иногда две) поперечные жилкой в пресекторальном поле, с расходящейся кубитальной развилкой на переднем крыле. Ноги короткие и сильные с мощными изогнутыми шпорами. Самцы с чешуевидными эктопроктами.

## Ареал
Род широко распространён во всех царствах Старого Света и 1 вид распространён в Западном полушарии (Гавайские острова). В фауне России
обитает 1 вид — Distoleon tetragrammicus.

## Биология
Имаго — хищники, добычу ловят в полёте. Активны в вечерние часы и ночью. Личинки — активные хищники, не строит ловчих воронок. Окукливаются в шелковистом коконе; куколка свободная.

## Виды
- Distoleon alcione
- Distoleon alicia
- Distoleon angustus
- Distoleon annulatus
- Distoleon aridus
- Distoleon asiricus
- Distoleon bakeri
- Distoleon binatus
- Distoleon bisoiensis
- Distoleon bistrigatus
- Distoleon bivittatus
- Distoleon boninensis
- Distoleon burmanus
- Distoleon canariensis
- Distoleon cancellosus
- Distoleon catta
- Distoleon cerdo
- Distoleon cleonice
- Distoleon collartinus
- Distoleon contubernalis
- Distoleon coreanus
- Distoleon cornutus
- Distoleon crampeli
- Distoleon cubitalis
- Distoleon cuigneti
- Distoleon curdicus
- Distoleon cyrus
- Distoleon dirus
- Distoleon disjunctus
- Distoleon diversus
- Distoleon divisus
- Distoleon dumontinus
- Distoleon exiguus
- Distoleon formosanus
- Distoleon formosus
- Distoleon gafsanus
- Distoleon gilsi
- Distoleon guttatus
- Distoleon guttulatus
- Distoleon harpalyce
- Distoleon helene
- Distoleon ilione
- Distoleon indigus
- Distoleon infectus
- Distoleon insomnis
- Distoleon interjectus
- Distoleon interruptus
- Distoleon jousseaumei
- Distoleon kabulensis
- Distoleon lambarenus
- Distoleon lanceipennis
- Distoleon languidus
- Distoleon laticollis
- Distoleon latipennis
- Distoleon lebasinus
- Distoleon levis
- Distoleon limitatus
- Distoleon littoralis
- Distoleon longicornis
- Distoleon luteomaculatus
- Distoleon maesi
- Distoleon majungalensis
- Distoleon marcida
- Distoleon marginalis
- Distoleon masi
- Distoleon michaelae
- Distoleon monardi
- Distoleon morpheus
- Distoleon neavinus
- Distoleon nefandus
- Distoleon nefarius
- Distoleon nigricans
- Distoleon nubilus
- Distoleon nuristanus
- Distoleon ochroneurus
- Distoleon ornatus
- Distoleon pallidus
- Distoleon pallipenne
- Distoleon parvulus
- Distoleon perjurus
- Distoleon persephone
- Distoleon pictiventris
- Distoleon plebejus
- Distoleon pondoensis
- Distoleon pugnax
- Distoleon pullus
- Distoleon punctipennis
- Distoleon recurvus
- Distoleon rhegmalis
- Distoleon rhodocerus
- Distoleon romieuxi
- Distoleon sambalpurensis
- Distoleon schoutedeni
- Distoleon scolius
- Distoleon sjostedti
- Distoleon solitarius
- Distoleon somalicus
- Distoleon somnolentus
- Distoleon striolatus
- Distoleon subpunctatus
- Distoleon subpunctulatus
- Distoleon substigmalis
- Distoleon subtentus
- Distoleon sylphis
- Distoleon symphineurus
- Distoleon tappa
- Distoleon tesselatus
- Distoleon tetragrammicus
- Distoleon tholloni
- Distoleon tibetanus
- Distoleon tipulioides
- Distoleon tripunctatus
- Distoleon turbidus
- Distoleon umbratus
- Distoleon verendus
- Distoleon vesanus
- Distoleon wilsoni
- Distoleon voeltzkowi
- Distoleon yunnanus
- Distoleon zonarius